# Línea C-2 (Cercanías Bilbao)
La línea C-2 (nomenclatura CTB: C2) es la segunda línea menos concurrida de las cuatro que gestiona Renfe Cercanías Bilbao y pertenece al antiguo ferrocarril de Bilbao a Portugalete y Triano. La línea comienza en la estación de Bilbao-Abando y llega a la de Musques, atravesando en su trayecto los municipios de Bilbao, Baracaldo, Sestao, Valle de Trápaga y Ortuella y Musques. Esta línea cuenta con un total de 18 paradas (estaciones o apeaderos), que pasarán a ser 19 con la construcción de la estación intermodal de Urbinaga.
Tiene su origen en el Ferrocarril de Triano propiedad de la Diputación de Vizcaya. Este trazado que dio sus primeros pasos en 1865, se proyectó con clara vocación industrial, algo que cambió en 1889 cuando la línea se enlazó en Baracaldo con el trazado Portugalete-Bilbao empezando desde ese momento a transportar viajeros.  En 1941, con la nacionalización del ferrocarril en España, la estación pasó a depender de RENFE. Desde el 31 de diciembre de 2004, Adif es la titular de las instalaciones.
Tiene la característica que parte del trazado es de vía única con lo que dificulta el aumento de frecuencias o el paso de trenes de mercancías solo llegando a tener vía doble en el tramo que comparte con la línea C-1. Para dar paso a los trenes que van en diferentes sentidos las estaciones de Galindo, Valle de Trápaga-Trapagaran, Ortuella, Pucheta y Musques disponen de vía doble donde un tren tiene que esperar al que va en sentido contrario para continuar su marcha. Otra de sus características es que, al igual que la C1, tiene los andenes más altos que los del resto de la red ferroviaria por lo que los trenes tienen que ser modificados para que puedan dar servicio por estas líneas.

## Historia

### Ferrocarril del Triano
Este ferrocarril industrial denominado "de Triano" fue puesto en servicio en varias etapas: la primera el 26 de junio de 1865 entre los cargaderos de San Nicolás en Sestao y Ortuella (8 km). El 19 de marzo de 1888 se inauguró la línea del Ferrocarril Bilbao-Portugalete entre la capital bilbaína y Desierto (Desierto-Baracaldo) y ello conllevó su conexión con este ferrocarril de Triano dirección Ortuella en 1889 (utilizando el tramo a los cargaderos de Sestao como un desvío) creándose así el Ferrocarril de Bilbao a Portugalete y Triano (BPT), finalmente el 26 de julio de 1890 se concluyó la línea con el tramo entre Ortuella y el final de la línea en Musques (12,9 km) conectando la Zona Minera con Bilbao. Aunque en principio la línea ferroviaria estuvo pensada para mercancías de la minería, debido a la competencia de los otros ferrocarriles mineros de vía estrecha casi paralelos (Ferrocarril de La Franco-Belga y Ferrocarril de La Orconera) esta fue deficitaria dedicándose más al transporte de viajeros desde los años 1920. De todas formas, gracias al ramal industrial con la factoría de Babcock & Wilcox siguió manteniendo durante décadas su actividad industrial surgiendo en dicha empresa numerosas locomotoras tanto de vapor como diésel; el apeadero de Trápaga también enlazaba con la factoría de General Eléctrica Española (actual Alstom y ABB) y generaba numerosos transportes especiales. Sin embargo, ante la dificultad de expedir trenes especiales, cada vez más largos y pesados, y que estos no eran lo suficientemente numerosos como para justificar una duplicación en las vías además del cuello de botella que se formaba en la playa de vías de Desierto-Baracaldo, finalmente estas mercancías comenzaron a salir mediante camiones hasta el cercano puerto de Bilbao hasta convertirse en una línea exclusiva de pasajeros.

### Variante Sur Ferroviaria (C-1 y C-2)

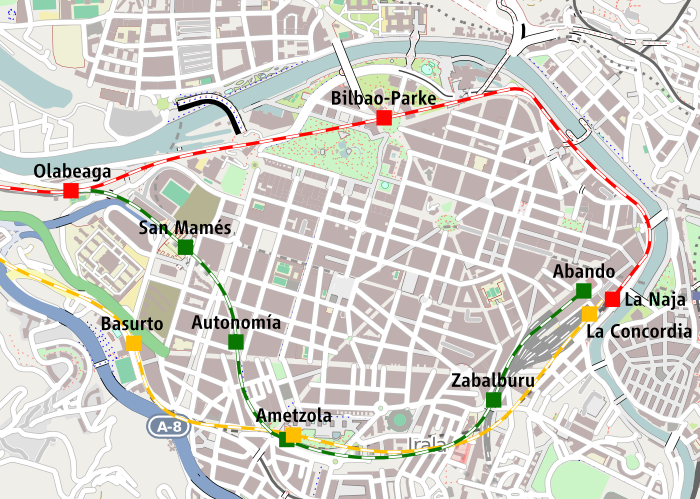
Variante Sur Ferroviaria en Bilbao.
Trazado original.
Trazado tras la consturcción de la Variante Sur Ferroviaria.
Trazado de Renfe Cercanías AM.

Más tarde, gracias al trabajo de la sociedad Bilbao Ría 2000, se inauguró la Variante Sur Ferroviaria, cambiando el trazado de la línea entre las estaciones de Olabeaga y Bilbao-La Naja. Así, se abrieron en el año 2000 las estaciones de San Mamés, Autonomía, Amézola y Zabalburu, se modificó la estación de Olabeaga, y la estación terminal de los trenes de Cercanías pasó a ser la remodelada estación de Bilbao-Abando, donde también llegan los trenes de largo recorrido, así como los Cercanías de la línea C-3 (Bilbao-Abando-Orduña). 
Con la inauguración de la Variante Sur Ferroviaria se cerró la estación de Bilbao-La Naja y se creó la línea C-4 (ahora extinta), entre las estaciones de Olabeaga y Bilbao-Parque, que en el año 2003 también sería clausurada por motivos urbanísticos provocando el cierre definitivo de la línea dado que el motivo principal del uso de ese desvío era el del tráfico de mercancías y esa tarea se llevó a la nueva terminal de Bilbao-Mercancías en Santurce (antes los mercancías hacían un cambio de sentido en Olabeaga u ocasionalmente en la playa de vías de Desierto-Baracaldo). Desde el puente del Arenal se pueden ver los restos de lo que fue la antigua estación terminal de Bilbao La Naja, y desde el puente Euskalduna un pequeño tramo de la desmantelada línea C-4 (anteriormente de la C-1), hoy en desuso. Parte de ese trazado de la C-4, ya urbanizado, se aprovechó para crear la primera línea de EuskoTran, la Línea A del Tranvía de Bilbao (en superficie).

### Nuevas estaciones y soterramientos (desde el año 2002)
En el 2004 se construyó el Intercambiador de San Mamés, cambiando la ubicación de la antigua estación de San Mamés y conectando así el intercambiador con las líneas del Metro de Bilbao, EuskoTran y Termibús.
En 2009 finalizó el semi-soterramiento de la línea entre la estación de Desierto-Baracaldo y el puente de Róntegui.

## Explotación en vía única

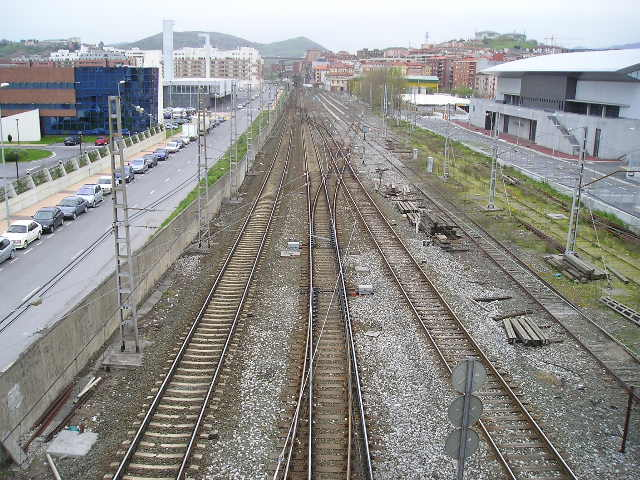
Playa de vías de entrada a la estación de Desierto-Baracaldo (la de la derecha es la perteneciente a esta C-2); al fondo a la derecha se pueden ver las vías de apartado para mercancías.

Debido a la vía única en el tramo comprendido entre la estación de Desierto-Baracaldo y la estación de Musques solo puede circular como máximo un tren en cada sentido en dicho tramo que dependiendo de la frecuencia coinciden en una u otra de las estaciones de doble vía para dejar la vía libre al que va en sentido contrario. El tren dirección Musques es el que espera al tren dirección Bilbao Abando, de ahí que ese tren haga en 24 minutos ese trayecto (37 en la línea completa), mientras el de sentido contrario lo hace en 20 (33 en la línea completa); pese a ello, el tren dirección Bilbao Abando ocasionalmente tiene que esperar unos segundos en las señales de entrada a Baracaldo, en la futura estación de Urbinaga, debido a que las vías están ocupadas por los trenes de la línea C-1, mientras que dirección Musques no ocurre ese problema, al no atravesar las vías de esa otra línea.

La frecuencia de paso de 20 minutos viene determinada por esos 20 minutos que se tarda en hacer el tramo en vía única en condiciones óptimas parando en todas las estaciones y apeaderos. Aunque como el tren dirección Musques tarda más que esos 20 minutos debido a las esperas, en esas horas de máxima frecuencia excepcionalmente circulan dos trenes en ese sentido durante unos pocos minutos (uno entre Desierto-Baracaldo y Galindo y otro entre Pucheta y Musques) llegando al límite de capacidad en la línea. Dependiendo de la frecuencia, el tren que llega a la estación de Musques hace la inversión de marcha inmediatamente (menos de 5 minutos) o espera hasta 15-20 minutos, mientras en Bilbao Abando siempre vuelve a los pocos minutos de llegar. En el caso de Abando, la unidad que vuelve immediatamente no es la misma que acaba de llegar, sino uno proveniente de la C-1, alternándose así los trenes entre una línea y otra. Eso ocurre desde mediados de los años 2000, cuando se unificaron las frecuencias de las dos líneas. Antes la C-1 tenía mayor frecuencia <,y por ello la gestión era diferente.

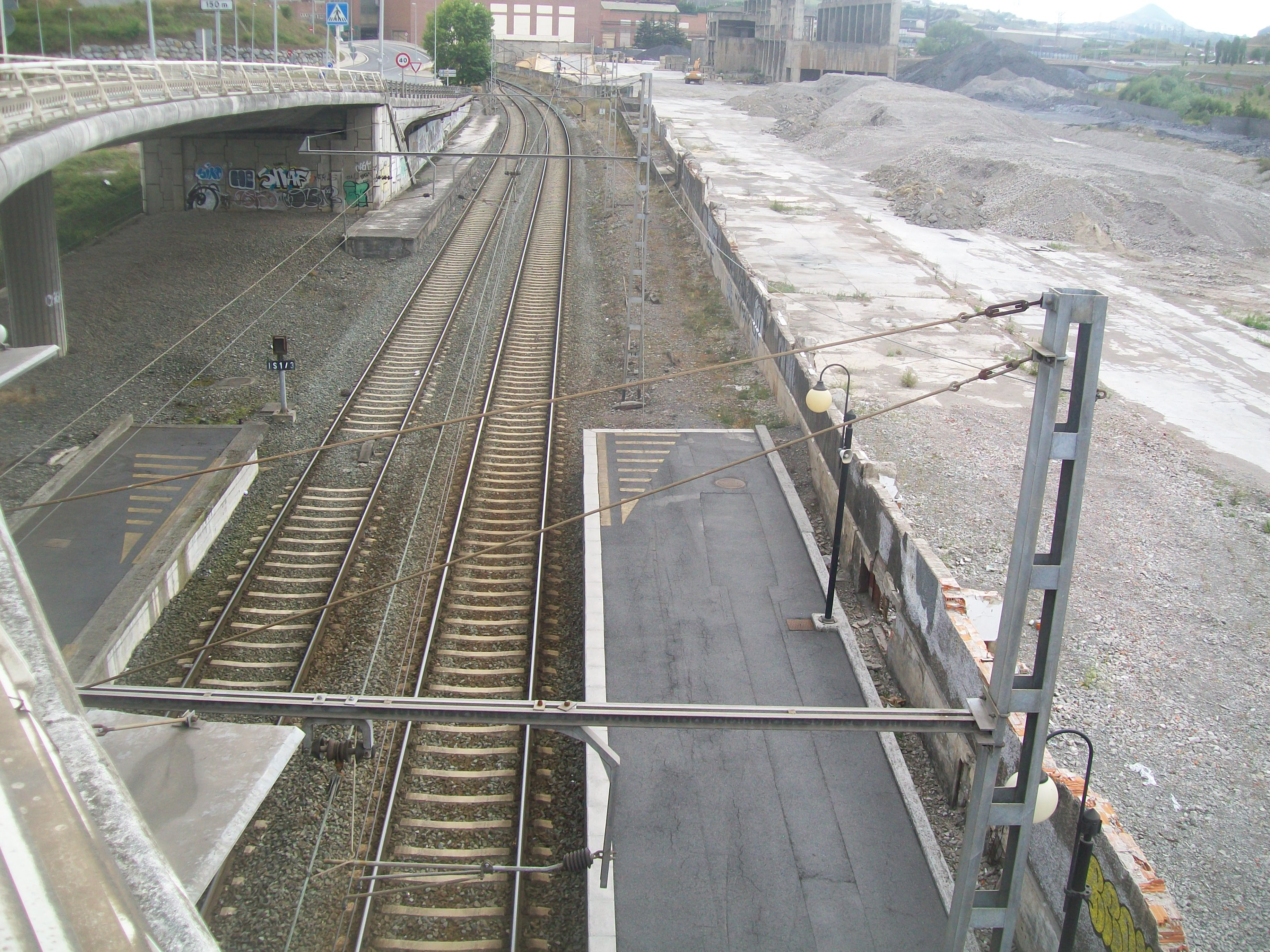
La estación de Galindo con sus dos vías.

### Estaciones con vía doble
Para dejar paso a los trenes en sentido contrario las estaciones de Valle de Trápaga-Trapagaran, Ortuella y Musques disponen de tres vías (pero en las de Ortuella y Muskiz solo dos con acceso a andenes); mientras que las de Galindo y Pucheta disponen de dos vías. Habitualmente es en Ortuella y Galindo donde se cruzan; sin embargo, dependiendo de la frecuencia también se suelen cruzar ocasionalmente (festivos y los primeros y últimos servicios del día) en las otras que disponen de dicha vía doble.
En horas valle y fines de semana, cuando la frecuencia es menor, los cruces que habitualmente se efectúan en Galindo pasan a hacerse en la propia estación de Desierto-Baracaldo, ya que dicha estación tiene siete vías para dos líneas y mercancías -pero solo tres de ellas con acceso a andenes-). Es común que el tren dirección Santurce de la línea C-1 tenga que esperar en esta estación a que se incorpore el tren de esta C-2 a su vía dirección Bilbao Abando, dado que atraviesa, y por ende bloquea, su vía dirección Santurce. Ocasionalmente es el tren Musques-Bilbao el que tiene que esperar a la altura de la futura estación de Urbinaga por el mismo motivo. Es por ello que el otro tren dirección Musques, que circula detrás del de dirección Santurce, tenga asignada la tercera vía de la estación de Desierto-Baracaldo para evitar una parada de emergencia al poderse acercar a los menos de 6 minutos de diferencia entre un tren y otro que permite la línea.

## Próximas ampliaciones y obras
- Olabeaga: está previsto hacer una remodelación completa de dicha estación, cubriendo vías y soterrándola, dentro de la operación integral Basurto-Olabeaga.
- Luchana y Burceña: Se reubicará la estación para dar servicio al nuevo núcleo urbano junto al complejo Puerta Bizkaia (anteriormente conocido como Torres Sefanitro). Con la reubicación de la estación de Luchana y la apertura del futuro parque empresarial de Burceña se abre la posibilidad de colocar una estación en este barrio baracaldés aunque todo dependería de la ubicación exacta de la nueva estación de Luchana.
- Baracaldo: Bilbao Ría 2000 construirá una nueva estación en Baracaldo, cubierta. Se construirá un edificio, y en la parte superior de éste se habilitará una plaza con un gran cubo de cristal, desde donde se accederá a los andenes. Además, se crearán nuevos accesos, con un puente, un ascensor, escaleras y rampas mecánicas. Existirán accesos a ambos lados del edificio, en el paseo del Ferrocarril y la travesía de Murrieta, y todos ellos llegarán a un vestíbulo acristalado, desde donde se bajará a los andenes. En paralelo a las vías de la nueva estación se abrirá un paseo que una la estación con el polideportivo de Lasesarre. Las obras costarán 8,15 millones de €.
- Urbinaga: Desde el proyecto de llegada del metro a ese barrio se ha estado estudiando la posibilidad de construir una estación intermodal en dicho barrio de Sestao que sirva como nudo entre Metro Bilbao y Renfe Cercanías, y posteriormente también incluidos en el proyecto la conexión con los tranvías del Tranvía UPV - Leioa - Urbinaga y el Tranvía de Baracaldo.[1] La estación estaría situada entre la de Baracaldo y la actual estación de Galindo.

## Proyectos de ampliación
Debido a su vía única se han estudiado numerosos proyectos de ampliación que justificasen un desdoblamiento de la línea. Aunque la mayoría de ellas, en un principio, no plantean la duplicación de toda la línea.

### Desvío por el centro de Baracaldo
El proyecto menos conocido fue uno estudiado a principios de los años 2000. Este proponía desvíar la línea a la altura de la estación de Zorroza y conectarlo con el centro de Baracaldo a través del barrio Cruces para volver a su trazado original pasando por el barrio de Bagaza-Beurco hacia la zona de la actual parada de Galindo donde finalizaría la vía doble. Planteaba estaciones en Cruces, Retuerto, Baracaldo centro y Beurco.
Este proyecto fue desechado debido a que el trazado del Metro de Bilbao por Baracaldo, de reciente apertura, era muy similar y debido a que la Intermodal de Urbinaga y la posible unificación tarifaria (proyectos aún no llevados a cabo) iba a paliar esa carencia de conexión de la Zona Minera con el centro de Baracaldo y su Hospital de Cruces.

### Túnel del Serantes
Debido a la construcción del túnel del monte Serantes, en un futuro para aumentar la capacidad de las mercancías al puerto de Bilbao (Bilbao-Mercanías) a través de la Variante sur ferroviaria de mercancías de Bilbao, se planteó la posibilidad de hacer pasar trenes de mercancías por este túnel para facilitar el desarrollo urbanístico de Santurce eliminando el paso a nivel para la ampliación de su nuevo Parque Central (tampoco se podrían soterrar las vías debido a un aparcamiento subterráneo y al tanque de tormentas situado en la antigua estación de Santurce). Debido a la imposibilidad de pasar mercancías por esta línea debido a su vía única con sus pequeños apartaderos se planteó el desdoblamiento de la línea entre Ortuella y Baracaldo. Sin embargo dichos vecinos rechazaron una posible duplicación de vía para posibilitar dicho tráfico debido al agravio comparativo que supondría respecto a Santurce que se le quitarían el paso de mercancías.
Por ello la nueva salida de Bilbao-Mercancías y la consiguiente ampliación del parque de Santurce solo se podría dar con la construcción de la Variante sur ferroviaria de mercancías de Bilbao completa, proyecto aplazado sine die.

### Ampliación a Castro Urdiales y otras
Desde los años 90 existe una demanda ciudadana que pide la conexión de algún sistema ferroviario hacia la localidad cántabra de Castro Urdiales (oficialmente con 32.374 habitantes), a 40 km de Bilbao pero solo a 15 km de Musques, debido a la gran relación que existe entre el Gran Bilbao y dicha localidad. De hecho son conocidos los numerosos atascos en la Autovía/Autopista del Cantábrico en ese tramo. Además, hay 3 líneas regulares de autobuses; una de ellas, la directa entre Bilbao y Castro, con 30 minutos de frecuencia y unos 35 minutos de duración de trayecto. Lo que determina que hay una demanda potencial en ese tramo.
Tras el estudio de varias alternativas finalmente se determinó que la opción más óptima para dicha conexión era la utilización de esta línea de cercanías debido a la proximidad entre Musques y Castro. Uno de los puntos a favor de esta alternativa radicaba en que era la más barata y que ofrecía la posibilidad de introducir trenes directos y semidirectos con solo duplicar la línea entre Desierto-Baracaldo y Galindo y obviamente en el nuevo tramo entre Musques y Castro. En cuanto al trazado de la línea solo se modificaba la entrada a Musques con una nueva estación manteniendo el resto tal y como está. Todo ello dejaba un tiempo de trayecto aproximado de 45 minutos entre la última parada de Castro (en Castro se situarían las paradas de Mioño, Brazomar y Ostende) y Bilbao-Abando y 35 minutos con trenes semidirectos. La supresión de unas 5 paradas en dicho tramo de vía única provocaría hacer el trayecto más rápido y así no tener que esperar los trenes en las estaciones de vía doble provocando ese ahorro de tiempo de 10 minutos respecto a los trenes que pararían en todas las paradas. Cabe destacar que dicho estudio mantenía todas las paradas en el tramo compartido con la C-1 con lo que con el servicio semidirecto se captarían más usuarios que con el autobús directo Bilbao-Castro utilizando para ello el mismo tiempo en el recorrido (si bien es cierto que el autobús tiene 8 paradas en Castro frente a las 3 que tendría el tren). Además, esta alternativa no tuvo en cuenta la posible Intermodal de Urbinaga que pudiese captar más usuarios potenciales dando servicio a prácticamente todo el Gran Bilbao en ese punto de intercambio, mejorando las prestaciones de las otras 2 líneas de autobús, pudiendo compensar la parada en dicha nueva estación con la supresión de las paradas de Olabeaga y/o Luchana (las de menos usuarios del tramo común del BPT que ya se suprimieron con la introducción de CIVIS en la C-1).
También se ha estudiado su conexión con el futuro Corredor Cantábrico-Mediterráneo en algún punto y/o su conexión en Treto (cercano a Colindres y Laredo), a 28 km de Castro Urdiales, para que a través de la correspondencia con la línea S-1 de FEVE, o su reconversión al mismo ancho de la nueva línea, dar servicio al resto de Cantabria.